# Daniel Antonin Mortier
Daniel Antonin Mortier   (1858 - 1942) fou un dominíc francès.
Va professar a l'ordre de Sant Domènec el 1876, dedicant-se completament a la predicació i als estudis històrics. A partir del 1917 va residir a Roma dedicat als seus estudis.
Entre les seves obres destaquen Saint Pierre, descripció magnífica del Vaticà, del Palau Apostòlic i els seus innombrables monuments; La Minerva, sobre el convent dominic que porta el seu nom; L'Onercia, descrivint el cèlebre santuari de Viterbo, i Histoire des Maitres Généraux de l'Ordre des FF. Preih en sis volum, alabada per el Papa, i premiada per l'Acadèmia de París.